# Bagnara di Romagna
Bagnara di Romagna là một đô thị ở tỉnh Ravenna trong vùng Emilia-Romagna, tọa lạc khoảng 40 km về phía đông nam của Bologna và khoảng 30 km về phía tây của Ravenna. Tại thời điểm ngày 31 tháng 12 năm 2004, đô thị này có dân số 1.849 người và diện tích là 10 km².
Đô thị Bagnara di Romagna có các frazione (đơn vị cấp dưới) S. Filippo.
Bagnara di Romagna giáp các đô thị sau: Cotignola, Imola, Lugo, Mordano, Solarolo.